# Rhizophoraceae
Le Rizoforacee (Rhizophoraceae Pers., 1806) sono una famiglia di piante, sia arbustive che arboree, tradizionalmente classificate come unica famiglia dell'ordine Rhizophorales, che la moderna classificazione filogenetica colloca nell'ordine Malpighiales.

## Descrizione
La famiglia comprende sia specie arbustive che arboree.

Alcune specie possiedono radici aeree colonnari che originano sia dalla parte bassa del tronco che dai rami. Tale carattere, molto sviluppato nelle specie del genere Rhizophora e nelle altre Rhizophoreae, non è esclusivo delle mangrovie ed è presente anche in Carallia spp., Crossostylis spp. e Gynotroches spp.

Possiedono foglie opposte (ma non decussate), coriacee, munite di picciolo, a nervatura pennata, con margine intero, crenato o dentato.

I fiori possono essere solitari o riuniti in infiorescenze, originanti dall'ascella foliare.

I frutti possono essere capsulari o in forma di bacche;  in alcune specie (Rhizophoreae) la germinazione dei semi può avvenire sulla pianta madre (viviparità), con successivo distacco di plantule (o propaguli) già formati.

## Distribuzione e habitat
La famiglia ha una distribuzione pantropicale e subtropicale, con la maggiore biodiversità concentrata nel Vecchio Mondo.
Comprende sia specie litorali costituenti delle formazioni vegetali di mangrovia (tribù Rhizophoreae) che specie terrestri che crescono nelle foreste umide. Solo poche specie, appartenenti perlopiù ai generi Cassipourea e Dactylopetalum, prediligono ambienti più secchi.

## Tassonomia
Comprende 15 generi e circa 120 specie, suddivisi in 3 tribù:
Tribù Macarisieae
- Genere Anopyxis (Pierre) Engl.  (3 spp.)
- Genere Blepharistemma Wall. ex Benth.  (2 spp.)
- Genere Cassipourea Aubl.  (51 spp.)
- Genere Comiphyton Floret  (1 sp.)
- Genere Dactylopetalum   (14 spp.)
- Genere Macarisia Thouars  (7 spp.)
- Genere Sterigmapetalum Kuhlm.  (9 spp.)

Tribù Gynotrocheae
- Genere Carallia Roxb.  (15 spp.)
- Genere Crossostylis J.R.Forst. & G.Forst.  (13 spp.)
- Genere Gynotroches Blume  (1 sp.)
- Genere Pellacalyx Korth.  (8 spp.)

Tribù Rhizophoreae
- Genere Bruguiera Lam. ex Savigny  (6 spp.)
- Genere Ceriops Arn.  (5 spp)
- Genere Kandelia Wight & Arn.  (2 spp.)
- Genere Rhizophora L.  (8 spp.)

Tribù incertae sedis
- Genere Paradrypetes Kuhlm.  (2 spp.)

Le 3 tribù possono essere distinte in base alla morfologia dei frutti.
Le Macarisieae hanno frutti capsulari, i frutti delle Gynotrocheae (tranne Crossostylis) sono delle bacche, mentre le Rhizophoreae hanno frutti indeiscenti con semi che germinano sulla pianta madre (vivipari).